# Saint-Martin-de-la-Cluze
Saint-Martin-de-la-Cluze è un comune francese di 620 abitanti situato nel dipartimento dell'Isère della regione dell'Alvernia-Rodano-Alpi.

## Società

### Evoluzione demografica
Abitanti censiti